# Orontes II
Orontes II (em persa antigo: *Arvanta-; em latim: Orontes, Oronta; em armênio: Երուանդ; romaniz.: Erwand; em grego clássico: Ὀρόντης; romaniz.: Oróntēs; antes de 317 a.C.) foi um nobre bactriano que serviu como oficial militar do Império Aquemênida no século IV a.C.. Deve ser identificado como o sátrapa da Armênia sob Dario III (r. 336–330 a.C.) e pode ter sucedido Dario nesta posição quando ele ascendeu ao trono da Pérsia em 336 a.C..

## Nome
Orontes (Ὀρόντης, Oróntēs), Orontas (Ορώντας, Orṓntas), Orondes (Ὀρόνδης, Oróndēs), Aroandes (Αροάνδης, Aroándēs), Oroandes (Ὀροάνδης, Oroandēs), Aruandes (Αρουάνδης, Arouándēs) e Oruandes (Ὀρουάνδης, Orouándēs) são as formas gregas do persa antigo *Arvanta (*Arvanta-), que continuou a ser usado no persa médio e novo como Arvande (Arwand). O nome se associa ao avéstico auruuaṇt-, "rápido, vigoroso, corajoso", que por si só pode ser uma versão abreviada do nome avéstico Aurvataspa (Auruuaṱ.aspa-), "tendo cavalos velozes". Foi registrado em armênio como Ervande (Երուանդ, Erwand).

## Vida
Arriano (Anábase de Alexandre, III.8) lista Orontes e certo Mitraustes como dois comandantes das forças armênias na Batalha de Gaugamela em 331 a.C.. A interpretação desta passagem é controversa, com diferentes historiadores interpretando-a como indicação de que Mitraustes comandou a infantaria, ou que havia dois contingentes diferentes de cavalaria armênia nesta batalha, ou mesmo que a Armênia foi dividida em duas partes governadas por dois sátrapas. Orontes lutou na Batalha de Gaugamela no flanco direito persa com 40 mil unidades de infantaria e sete mil de cavalaria sob seu comando, onde morreu. Seu filho, Mitranes I, sátrapa da Lídia, juntou-se a Alexandre, o Grande depois de ser derrotado em Sárdis em 334 a.C., e lutou em Gaugamela ao lado de Alexandre. Após a batalha, Mitranes foi feito sátrapa da Armênia por Alexandre.
A morte de Orontes em Gaugamela foi contestada; Diodoro e Polieno mencionam um homem chamado Orontes, que foi sátrapa da Armênia durante a Segunda Guerra dos Diádocos; Diodoro acrescenta que este Orontes era amigo de Peucestas. Andrew Burn, Edward Anson e Waldemar Heckel consideram este sátrapa o mesmo Orontes que lutou por Dario III na Batalha de Gaugamela; Anson e Heckel afirmam que Mitranes pode ter morrido numa tentativa malsucedida de arrancar a Armênia de Orontes. Heckel afirmou que muito provavelmente a Armênia, que foi contornada pelo exército macedônio, nunca fez parte do império de Alexandre. Anson, por outro lado, considerou provável que em algum momento após a Batalha de Gaugamela Orontes tenha feito a sua submissão a Alexandre, que mais tarde o colocou no comando da Grande Armênia. N. G. L. Hammond interpretou as fontes como indicando que a Armênia já estava submissa quando Mitranes foi enviado da Babilônia para lá no final de 331 a.C., que Mitranes assumiu o controle como sátrapa governando em nome do novo regime macedônio e que foi deixado como sátrapa em 323 a.C., quando Pérdicas permitiu que algumas satrapias permanecessem sob os sátrapas existentes; em 317 a.C., Mitranes não era mais sátrapa, mas foi substituído por Orontes.
Uma das inscrições do monte Ninrode detalhando a ascendência de Antíoco I menciona um ancestral cujo nome foi preservado de forma incompleta e que era filho de Aroandas. Infere-se que este Aroandas (Orontes) seja o segundo ancestral de Antíoco listado nas inscrições do monte Ninrode que levava esse nome, sucedendo ao primeiro Aroandas, que por sua vez era filho de Artasiro e que se casou com Rodoguna, filha de Artaxerxes II. Friedrich Karl Dörner e John H. Young (1996) interpretaram a primeira letra preservada do nome do filho de Aroandas II como um delta, de modo que o nome terminasse com -δανης, -danes. Os autores consideraram esta leitura importante, pois firmou a proposta de Ernst Honigmann ([Mιθρ]άνην), bem como uma das sugestões apresentadas por Salomon Reinach ([Όστ]άνην). Brijder (2014) também interpretou a inscrição como uma indicação de que o nome do filho de Orontes II terminava em -danes.
Aroandas II mencionado numa inscrição do monte Ninrode foi identificado com o Orontes que foi comandante na Batalha de Gaugamela por Karl Julius Beloch e Herman Brijder. Este Orontes também foi inferido como descendente de Orontes I e sua esposa Rodoguna, possivelmente seu filho ou neto. Por outro lado, Friedrich Karl Dörner não tinha a certeza se as antigas citações de ligações dos portadores do nome Aroandas/Orontes com a Armênia ou o seu estatuto como líderes de unidades militares arménias são razões convincentes para assumir que eram parentes. Dörner considerou muito questionável se Aroandas II mencionado numa inscrição do monte Ninrode é idêntico ao Orontes da época de Alexandre; o autor enfatizou a necessidade de considerar que no decorrer do século IV a.C., além dos dois ancestrais de Antíoco I de Comagena, outros portadores do mesmo nome podem ter desempenhado um papel na política persa.